# Oecobius hoffmannae
Espèce
Oecobius hoffmannae est une espèce d'araignées aranéomorphes de la famille des Oecobiidae.

## Distribution
Cette espèce est endémique de Basse-Californie du Sud au Mexique,. Elle se rencontre à San José de Comondú et à San Isidro entre 291 et 300 m d'altitude.

## Description
Le mâle holotype mesure 1,65 mm et la femelle paratype 2,15 mm.

## Étymologie
Cette espèce est nommée en l'honneur d'Anita Hoffmann.

## Publication originale
- Jiménez & Llinas, 2005 : Especie nueva de Oecobius (Araneae: Oecobiidae) de Baja California, México. Revista Mexicana de Biodiversidad, vol. 76, p. 45-48 (texte intégral).